# بوریس مولتنیس
بوریس مولتنیس (انگلیسی: Boris Moltenis؛ زادهٔ ۸ مهٔ ۱۹۹۹) بازیکن فوتبال است.
از باشگاه‌هایی که در آن بازی کرده‌است می‌توان به باشگاه فوتبال سوشو اشاره کرد.